# Demokratische Partei des Kampfes Indonesiens

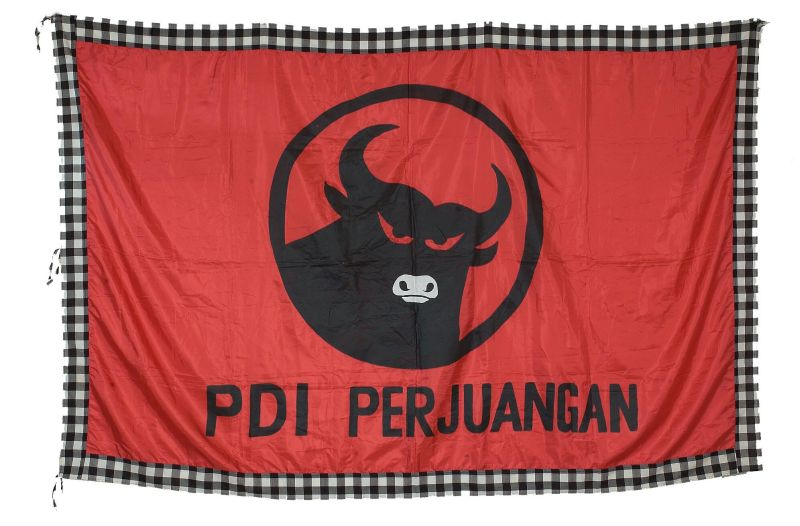
Flagge der PDI Perjuangan

Die Demokratische Partei des Kampfes Indonesiens (indonesisch Partai Demokrasi Indonesia Perjuangan, PDI-P; auch übersetzt als ‚Demokratische Partei Indonesiens — Kampf‘ oder ‚Kämpferische Demokratische Partei Indonesiens‘) ist eine politische Partei in Indonesien.
Ihre politische Ausrichtung beruht auf der indonesischen Staatsideologie Pancasila, also den fünf Grundsätzen der indonesischen Verfassung. Sie ist eine überwiegend säkulare Partei, die außerdem von sozialdemokratischen und nationalistischen Elementen geprägt ist. Dennoch ist sie Mitglied des Rats der asiatischen Liberalen und Demokraten, einer Regionalorganisation der Liberalen Internationale.
Die Wähler der PDI-P sind zu einem Großteil säkular eingestellte Javaner, die sich weniger über ihre Religion, als über ihre javanische Identität definieren. Die PDI-P wird außerdem überdurchschnittlich oft von Angehörigen der religiösen Minderheiten, wie der Hindus auf Bali und Christen, gewählt.
Die PDI-P trat bei den Wahlen 1999 mit einer populistischen Strategie auf und präsentierte sich als Vertreterin der Armen und „kleinen Leute“.

## Geschichte
Die Demokratische Partei des Kampfes Indonesiens entstand 1996 aus einer Spaltung der Demokratischen Partei Indonesiens (PDI), der ehemaligen Regierungspartei des ersten Präsidenten Sukarno. Die PDI hatte die Tochter Sukarnos und spätere Präsidentin Megawati Sukarnoputri aus der Partei gedrängt, der es aber gelang, eine große Zahl von PDI-Mitgliedern mit in die neue Partei zu nehmen. Megawati ist noch immer Vorsitzende der PDI-P.
Bei der Parlamentswahl 1999, der ersten nach dem Sturz von Suhartos Regime der „Neuen Ordnung“ und Beginn der Reformasi-Phase, wurde die Partei mit 33,7 % der Stimmen und 153 der 500 Sitze auf Anhieb stärkste Kraft. Da sie jedoch keine absolute Mehrheit hatte, wählte das Parlament nicht Megawati, sondern Abdurrahman Wahid von der Nationalen Erweckungspartei, der eine Koalition verschiedener Parteien hinter sich gebracht hatte, zum Präsidenten. Um dadurch ausgelöste Unruhen der Anhänger Megawatis zu beenden, setzte sich Wahid für die Wahl Megawatis zur Vizepräsidentin ein. Nachdem das Parlament Wahid 2001 seines Amtes enthoben hatte, folgte ihm Megawati im Präsidentenamt.
Bei den Parlamentswahlen 2004 erhielt die PDI-P nur noch 18,5 % der Stimmen und 109 von 550 Sitzen. Auch bei der Präsidentschaftswahl erlitt die PDI-P eine Niederlage. Megawati verlor im zweiten Wahlgang mit 39 % der Stimmen gegen ihren Herausforderer Susilo Bambang Yudhoyono von der Demokratischen Partei und musste das Präsidentenamt abgeben. Trotz der Niederlagen wurde Megawati bei einem Parteitag im März 2005 als Vorsitzende bis 2010 gewählt.
Bei der Parlamentswahl 2009 ging der Stimmanteil weiter zurück auf 14,0 %, der Sitzanteil auf 95 der nun 560 Sitze. Bei der Präsidentschaftswahl kam Megawati im ersten und einzigen Wahlgang auf 26,8 %. Da der amtierende Präsident Susilo Bambang Yudhoyono eine deutliche absolute Mehrheit erhielt, kam es nicht zu einer Stichwahl. Im Oktober 2012 wurde der politische Quereinsteiger Joko Widodo („Jokowi“) für die PDI-P zum Gouverneur der Hauptstadt Jakarta gewählt. Er erlangte schnell landesweite Bekanntheit und Popularität. Aus der Parlamentswahl im April 2014 ging die PDI-P mit einem Stimmenanteil von 19 % wieder als stärkste Kraft hervor. Jokowi gewann die Präsidentschaftswahl im Juli und wurde neuer Staatspräsident Indonesiens, er kann sich jedoch auf keine stabile Mehrheit im Parlament stützen.